# 1 000 kilomètres d'Imola 1983
Navigation
Édition précédente Édition suivante
Les 1 000 kilomètres d'Imola 1983, disputés le 18 octobre 1983 sur l'Autodromo Enzo e Dino Ferrari, ont été la onzième édition de cette épreuve et la septième manche du Championnat d'Europe des voitures de sport 1983.

## La course

### Classement de la course
Voici le classement officiel au terme de la course,.
- Les premiers de chaque catégorie du championnat du monde sont signalés par un fond jaune.
- Pour la colonne Pneus, il faut passer le curseur au-dessus du modèle pour connaître le manufacturier de pneumatiques.
- Les voitures ne réussissant pas à parcourir 75 % de la distance du gagnant sont non classées (NC).

| Pos  | Classe | no | Écurie                          | Pilotes                                                        | Châssis                             | Pneus | Tours | Temps                    |
| Pos  | Classe | no | Écurie                          | Pilotes                                                        | Moteur                              | Pneus | Tours | Temps                    |
| ---- | ------ | -- | ------------------------------- | -------------------------------------------------------------- | ----------------------------------- | ----- | ----- | ------------------------ |
| 1    | C      | 4  | Martini Lancia                  | Teo Fabi Hans Heyer                                            | Lancia LC2                          | D     | 191   | 6 h 00 min 13 s 760      |
| 1    | C      | 4  | Martini Lancia                  | Teo Fabi Hans Heyer                                            | Ferrari 263C 2,6 l V8 Turbo         | D     | 191   | 6 h 00 min 13 s 760      |
| 2    | C      | 11 | John Fitzpatrick Racing         | John Fitzpatrick David Hobbs                                   | Porsche 956                         | G     | 190   | + 1 tour                 |
| 2    | C      | 11 | John Fitzpatrick Racing         | John Fitzpatrick David Hobbs                                   | Porsche Type-935 2,6 l Flat-6 Turbo | G     | 190   | + 1 tour                 |
| 3    | C      | 8  | Marlboro Joest Racing           | Bob Wollek Stefan Johansson                                    | Porsche 956                         | D     | 188   | + 3 tours                |
| 3    | C      | 8  | Marlboro Joest Racing           | Bob Wollek Stefan Johansson                                    | Porsche Type-935 2,6 l Flat-6 Turbo | D     | 188   | + 3 tours                |
| 4    | C      | 14 | GTi Engineering / Canon Racing  | Derek Bell Jonathan Palmer                                     | Porsche 956                         | D     | 180   | + 11 tours               |
| 4    | C      | 14 | GTi Engineering / Canon Racing  | Derek Bell Jonathan Palmer                                     | Porsche Type-935 2,6 l Flat-6 Turbo | D     | 180   | + 11 tours               |
| 5    | C      | 18 | Boss Obermaier Racing           | Axel Plankenhorn (de) Jürgen Lässig Hervé Regout               | Porsche 956                         | D     | 180   | + 11 tours               |
| 5    | C      | 18 | Boss Obermaier Racing           | Axel Plankenhorn (de) Jürgen Lässig Hervé Regout               | Porsche Type-935 2,6 l Flat-6 Turbo | D     | 180   | + 11 tours               |
| 6    | C      | 12 | New Man Joest Racing            | Dieter Schornstein Volkert Merl                                | Porsche 956                         | D     | 179   | + 12 tours               |
| 6    | C      | 12 | New Man Joest Racing            | Dieter Schornstein Volkert Merl                                | Porsche Type-935 2,6 l Flat-6 Turbo | D     | 179   | + 12 tours               |
| 7    | C      | 17 | Tiga Race Cars                  | Neil Crang Gordon Spice                                        | Tiga GC83                           | A     | 173   | + 17 tours               |
| 7    | C      | 17 | Tiga Race Cars                  | Neil Crang Gordon Spice                                        | Chevrolet 5,0 l V8 Atmo             | A     | 173   | + 17 tours               |
| 8    | C      | 57 | Scuderia Sivama                 | « Gimax » Oscar Larrauri                                       | Lancia LC1                          | D     | 165   | + 25 tours               |
| 8    | C      | 57 | Scuderia Sivama                 | « Gimax » Oscar Larrauri                                       | Lancia 1,4 l I4 Turbo               | D     | 165   | + 25 tours               |
| 9    | C      | 34 | Cheetah Automobiles Switzerland | Loris Kessel Laurent Ferrier Rolf Biland                       | Cheetah G603 (en)                   | ?     | 159   | + 31 tours               |
| 9    | C      | 34 | Cheetah Automobiles Switzerland | Loris Kessel Laurent Ferrier Rolf Biland                       | Ford Cosworth DFL 4,0 l V8 Atmo     | ?     | 159   | + 31 tours               |
| 10   | B      | 90 | Racing Team Jürgensen GmbH      | Edgar Dören Hans Christian Jürgensen Helmut Gall               | BMW M1                              | D     | 158   | + 32 tours               |
| 10   | B      | 90 | Racing Team Jürgensen GmbH      | Edgar Dören Hans Christian Jürgensen Helmut Gall               | BMW M88/1 3,5 l I6 Atmo             | D     | 158   | + 32 tours               |
| 11   | B      | 92 | Georg Memminger (de)            | Georg Memminger (de) Heinz Kuhn-Weiss (de)                     | Porsche 930                         | A     | 154   | + 36 tours               |
| 11   | B      | 92 | Georg Memminger (de)            | Georg Memminger (de) Heinz Kuhn-Weiss (de)                     | Porsche Type-930 3,3 l Flat-6 Turbo | A     | 154   | + 36 tours               |
| 12   | B      | 98 | Hobby Rallye                    | Olindo Del-Thé Mario Regusci                                   | Porsche 930                         | ?     | 149   | + 42 tours               |
| 12   | B      | 98 | Hobby Rallye                    | Olindo Del-Thé Mario Regusci                                   | Porsche Type-930 3,3 l Flat-6 Turbo | ?     | 149   | + 42 tours               |
| 13   | C      | 58 | Scuderia Sivama                 | Fabrizio Tabaton Franco Cunico Claudio Giovanardi              | Lancia LC1                          | D     | 147   | + 44 tours               |
| 13   | C      | 58 | Scuderia Sivama                 | Fabrizio Tabaton Franco Cunico Claudio Giovanardi              | Lancia 1,4 l I4 Turbo               | D     | 147   | + 44 tours               |
| DSQ  | C      | 5  | Martini Lancia                  | Alessandro Nannini Beppe Gabbiani                              | Lancia LC2                          | D     | 185   | Dernier tour trop lent   |
| DSQ  | C      | 5  | Martini Lancia                  | Alessandro Nannini Beppe Gabbiani                              | Ferrari 263C 2,6 l V8 Turbo         | D     | 185   | Dernier tour trop lent   |
| Abd. | B      | 89 | Jens Winther Team Castrol       | Jens Winther David Mercer                                      | BMW M1                              | D     | 136   | Boîte de vitesses        |
| Abd. | B      | 89 | Jens Winther Team Castrol       | Jens Winther David Mercer                                      | BMW M88/1 3,5 l I6 Atmo             | D     | 136   | Boîte de vitesses        |
| Abd. | B      | 91 | Racing Team Jürgensen GmbH      | Edgar Dören Walter Mertes Helmut Gall                          | Porsche 930                         | D     | 128   | Moteur                   |
| Abd. | B      | 91 | Racing Team Jürgensen GmbH      | Edgar Dören Walter Mertes Helmut Gall                          | Porsche Type-930 3,3 l Flat-6 Turbo | D     | 128   | Moteur                   |
| Abd. | C Jr.  | 63 | Jolly Club                      | Carlo Facetti Martino Finotto                                  | Alba AR2 (de)                       | P     | 70    | Problèmes électriques    |
| Abd. | C Jr.  | 63 | Jolly Club                      | Carlo Facetti Martino Finotto                                  | Giannini Carma FF 1,9 l I4 Turbo    | P     | 70    | Problèmes électriques    |
| Abd. | C Jr.  | 64 | Hubert Striebig                 | Hubert Striebig Jacques Heuclin                                | Sthemo SM01                         | D     | 66    | Distribution             |
| Abd. | C Jr.  | 64 | Hubert Striebig                 | Hubert Striebig Jacques Heuclin                                | BMW 2,2 l I4                        | D     | 66    | Distribution             |
| Abd. | C Jr.  | 65 | Jolly Club                      | Fulvio Ballabio (en) Guido Daccò (en)                          | Alba AR2 (de)                       | P     | 55    | Moteur                   |
| Abd. | C Jr.  | 65 | Jolly Club                      | Fulvio Ballabio (en) Guido Daccò (en)                          | Giannini Carma FF 1,9 l I4 Turbo    | P     | 55    | Moteur                   |
| Abd. | C      | 59 | Auto Elite                      | Maurizio Micangeli (de) Carlo Pietromarchi (de) Marcello Gallo | De Tomaso Pantera C                 | ?     | 44    | Arbre de transission     |
| Abd. | C      | 59 | Auto Elite                      | Maurizio Micangeli (de) Carlo Pietromarchi (de) Marcello Gallo | Ford 5,7 l V8 Atmo                  | ?     | 44    | Arbre de transission     |
| Abd. | C      | 6  | Mirabella Racing                | Paolo Barilla Giorgio Francia                                  | Lancia LC2                          | D     | 32    | Tringlerie de boîte      |
| Abd. | C      | 6  | Mirabella Racing                | Paolo Barilla Giorgio Francia                                  | Ferrari 263C 2,6 l V8 Turbo         | D     | 32    | Tringlerie de boîte      |
| Abd. | C      | 56 | URD - Junior                    | Anton Fischhaber Harald Grohs Gerry Amato                      | URD C81                             | D     | 4     | Départ non réglementaire |
| Abd. | C      | 56 | URD - Junior                    | Anton Fischhaber Harald Grohs Gerry Amato                      | BMW M88/1 3,5 l I6 Atmo             | D     | 4     | Départ non réglementaire |
| Np.  | B      | 93 | Charles Ivey Racing             | Paul Smith (en) Roberto Moreno Giorgio Cavalieri               | Porsche 930                         | A     | -     | Moteur                   |
| Np.  | B      | 93 | Charles Ivey Racing             | Paul Smith (en) Roberto Moreno Giorgio Cavalieri               | Porsche Type-930 3,3 l Flat-6 Turbo | A     | -     | Moteur                   |

## Pole position et record du tour
- Pole position :  Alessandro Nannini (#5 Martini Lancia) en 1 min 37 s 550
- Meilleur tour en course : ...

## À noter
- Longueur du circuit : 5,040 km
- Distance parcourue par les vainqueurs : 962,640 km